# Kuno von Westarp

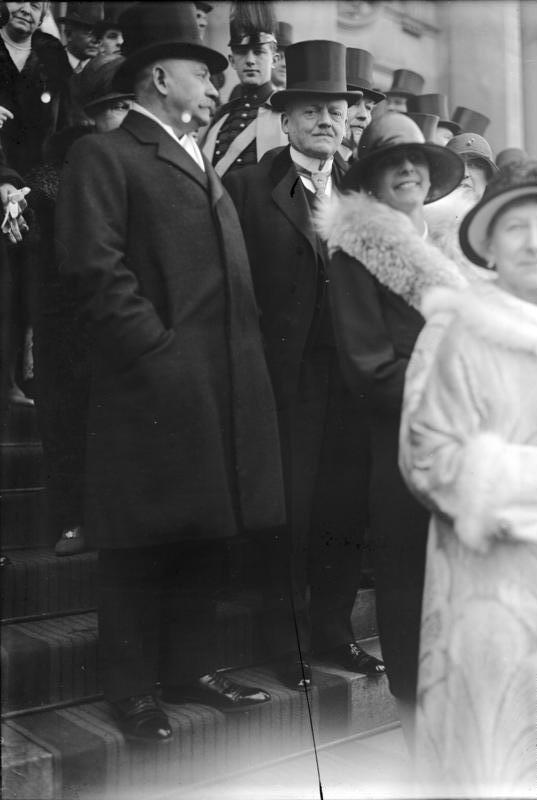
Kuno von Westarp

Kuno von Westarp, född 12 augusti 1864 i Ludom i provinsen Posen, död 30 juli 1945 i Berlin, var en tysk greve och politiker.
Westarp blev 1891 regeringsassessor, var 1893-1902 lantråd, 1903-1908 polispresident i Schöneberg och 1908-1918 president i överförvaltningsdomstolen. Han invaldes 1908 i tyska riksdagen, där han snart blev en bland det konservativa partiets ledande män särskilt som finanspolitisk talesman. 
Under första världskriget blev Westarp alltmer obestridd ledare för de konservativa och tolkade ofta deras anslutning till den militära ledningen vid dennas konflikter med anhängarna av försök att få till stånd en samförståndsfred. Bland annat bekämpade han sålunda i juli 1917 den av Matthias Erzberger genomdrivna riksdagsresolutionen mot annektioner och för samförståndsfred samt hade juli 1918 väsentlig andel i störtandet av utrikesministern Richard von Kühlmann, sedan denne i ett tal (24 juni) betonat osannolikheten av krigets avslutande enbart genom ett militärt avgörande. 
Westarp motsatte sig även i oktober 1918 de av prins Max av Baden som rikskansler föreslagna liberala författningsreformerna såsom tillkomna under påtryckning av Tysklands fiender. Efter revolutionen ledde Westarp i konstituerande nationalförsamlingen 1919 det nybildade Deutschnationale Volkspartei och var även i Weimarrepublikens riksdag detta partis främste man, konsekvent vidmakthållande gammelkonservatismens värde- och moralgrundsatser, samt vidgick i öppen dager sin förkärlek för den monarkistiska styrelseformen.